# Vzdušnicovci
Vzdušnicovci (Tracheata, Atelocerata) jsou bývalý podkmen členovců, k němuž se dříve řadili zástupci dnešních podkmenů šestinozí (Hexapoda) a stonožkovci (Myriapoda). Vzhledem k tomu, že zahrnovali hmyz, jednalo se o nejpočetnější skupinu členovců.
Dýchají vzdušnicemi (trachejemi), trubicovými chitinovými vchlípeninami pokožky, které se bohatě větví a svými výběžky zasahují do všech tělních orgánů. Nejdůležitějšími skupinami vzdušnicovců jsou mnohonožky, stonožky, chvostoskoci a hmyz.

## Zastaralost
Recentní členovci se tradičně člení na 4 velké skupiny, zpravidla označované jako podkmeny – klepítkatce, stonožkovce, korýše a šestinohé. Dlouho se usuzovalo na užší příbuznost stonožkovců a šestinohých (společný název Tracheata=Atelocerata – vzdušnicovci) a spekulovalo se, zda korýši jsou bližší příbuzní klepítkatců (společný název Schizoramia) nebo vzdušnicovců (společný název Mandibulata – kusadlovci). V 90. letech 20. století se na základě prvních molekulárních analýz objevily další konkurenční hypotézy – užší příbuznost šestinohých a korýšů (společný název Pancrustacea=Tetraconata) a klepítkatců se stonožkovci (společný název Myriochelata=Paradoxopoda). Konečné rozhodnutí snad přinesla komplexní fylogenetická analýza jaderných genů z r. 2010: Byla vyvrácena hypotéza vzdušnicovců a paradoxopodů a potvrzena přirozenost mandibulát a pancrustaceí, korýši v užším slova smyslu byli potvrzeni jako nepřirozená skupina, v jejímž rámci došlo k podstatným přeskupením. Závěry studie byly v témž roce podpořeny širokou fylogenetickou studií jaderných genů, mikroRNA i morfologických znaků, i studií z roku 2011, která již konstatovala prokázání dostatečné robustnosti fylogenetického stromu. Molekulární analýzy byly často v rozporu s morfologickými analýzami. Teprve studie z r. 2013 potvrdila molekulární výsledky i rozsáhlou analýzou morfologických znaků z fosilního záznamu se správným uvažováním konvergentních znaků.
Hypotéza vzdušnicovců však nadále zůstává živá – jejich přirozenost vychází z analýz tehdy, sestavuje-li se fylogenetický strom na základě pouze morfologických znaků recentních a fosilních představitelů, tedy s odhlédnutím od molekulárních analýz genomů a transkriptomů. Podle nových (2014) studií vycházejících pouze z morfologie se však vzdušnicovci neodvětvují na bázi členovců (jako sesterská skupina ke Schizoramia), ale až uvnitř „korýšů“ jako sesterská skupina veslonožců (pro společnou skupinu vzdušnicovců a veslonožců se pak používá název Archilabiata).